# Napoleonka

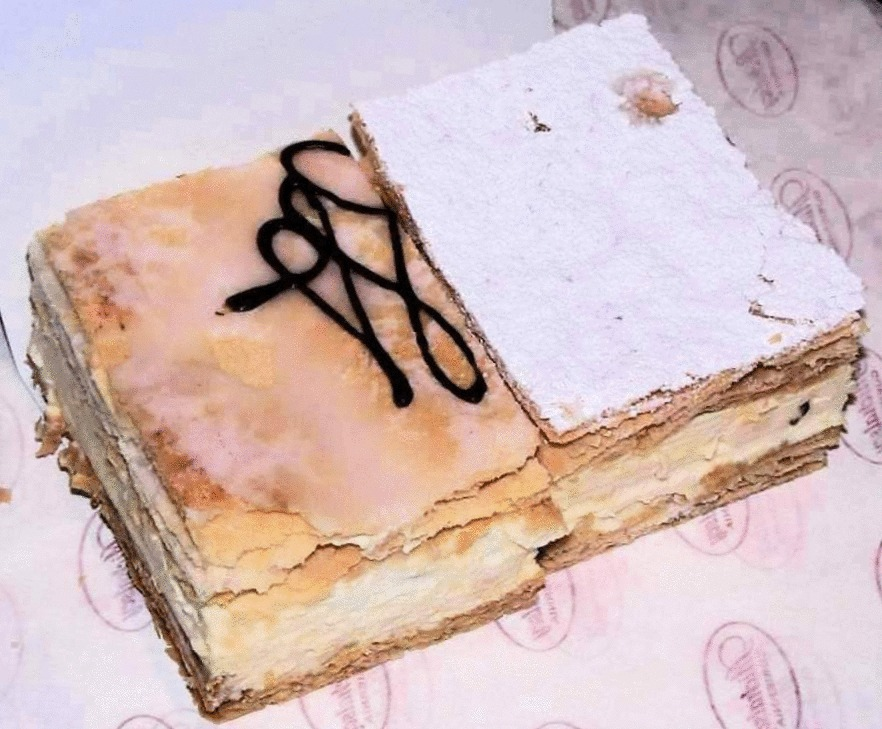
Dwie typowe kremówki

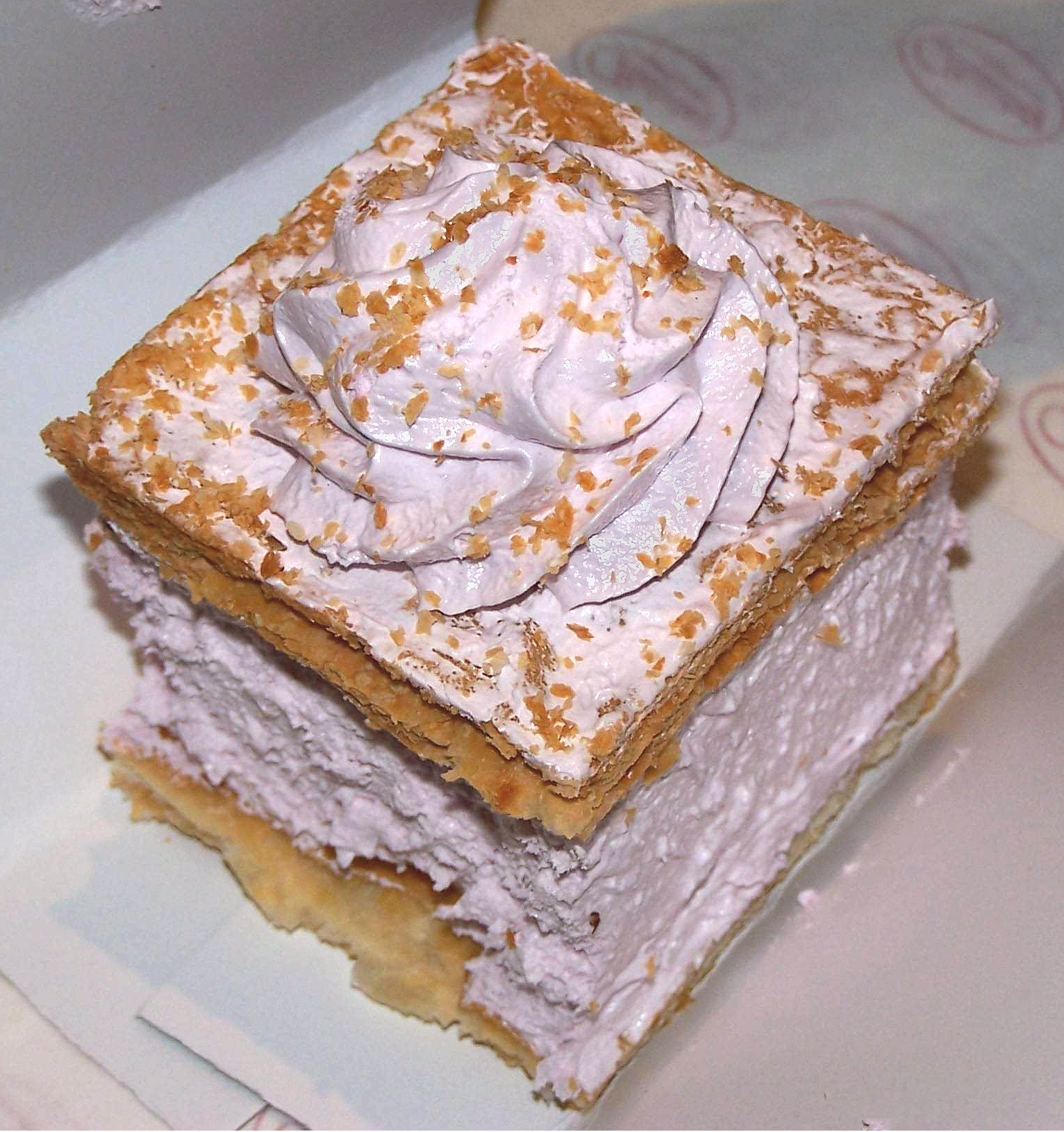
Napoleonka z kremem bezowym

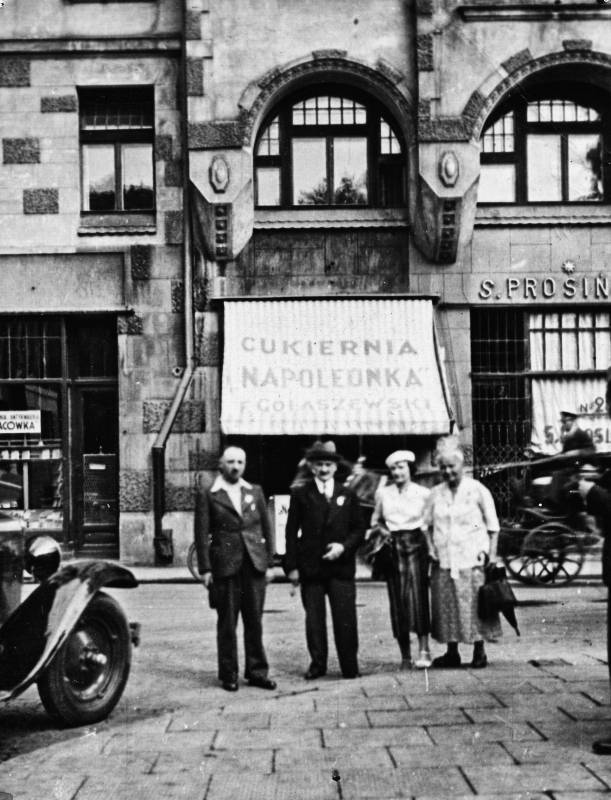
Grupa esperantystów przed warszawską cukiernią Napoleonka w czasie kongresu, 1937 r.

Napoleonka (także: kremówka) – w Polsce, ciastko złożone z dwóch płatów ciasta francuskiego, przełożone bitą śmietaną, kremem śmietankowym (crème pâtissière) (czasem zawierającym dodatek stopionego masła lub np. piany ubitej z białek), gęstym, bezjajecznym budyniem wzbogaconym stopionym masłem lub kremem bezowym. Upieczone ciasto kroi się na kwadraty lub prostokąty. Górną powierzchnię tak otrzymanych ciastek zazwyczaj posypuje się cukrem pudrem, bywa również przybierane kleksami kremu lub (przed pokrojeniem) pokrywane warstwą lukru.

## Pochodzenie ciastka i nazwy „napoleonka”
Ciastko to wytwarzane jest na wzór francuskiego mille-feuille – deseru złożonego z trzech warstw ciasta francuskiego przełożonego kremem lub dżemem. Jako źródło pochodzenia mille-feuille podawany jest m.in. Neapol. Po francusku przymiotnik „neapolitański” brzmi napolitain i prawdopodobnie poprzez przekręcenie tego słowa, deser ten i jego pochodne nazywane są w krajach europejskich „napoleonami”, „napoleonkami” itd. – co ma nawiązywać do Napoleona Bonapartego.
Napoleonki (w liczbie pojedynczej napoleonek lub napoleonka) jako ciastka składające się z trzech części jakiegoś ciasta, przekładane kremem, konfiturą zostały odnotowane na początku XX wieku w Słowniku języka polskiego (tzw. słownik warszawski) pod red. J. Karłowicza, A. Kryńskiego i W. Niedźwiedzkiego.

## Regionalizmy
Według niektórych źródeł, w Warszawie określenie „napoleonka” przyjęło się od przedwojennej cukierni o tej samej nazwie. „Napoleonka” należała do Feliksa Gołaszewskiego, mieściła się przy ul. Świętokrzyskiej 26 i była zwrócona frontem do placu Napoleona. Sprzedawane w „Napoleonce” ciastka przejęły ponoć od niej nazwę i były jej sztandarowym produktem. W 1930 roku Gołaszewski uruchomił przy ulicy Nowy Świat 53 (w miejscu sławnej cukierni „Kresy”) drugą cukiernię o tej samej nazwie. W 1936 roku cukiernię z Nowego Świata zastąpił „Napoleonką” przy ul. Puławskiej 3.
We Wrocławiu znane są zarówno napoleonki (z kremem ze śmietanki), jak i kremówki (z kremem waniliowo-budyniowym). W Łodzi nazewnictwo jest odwrotne.
W Wielkopolsce dla obu rodzajów ciastka przyjęło się określenie „napoleonka”.
W Małopolsce natomiast funkcjonuje „kremówka”, przy czym ciastko z bladoróżowym kremem na bazie białek nazywane jest „napoleonem”.
Część polskich cukierni wprowadziła rozróżnienie na kremówki jako ciastka z przełożeniem z dwóch rodzajów kremów – masy budyniowej (crème pâtissière) i bitej śmietany – oraz na napoleonki zawierające wyłącznie masę budyniową.

## Kremówki papieskie

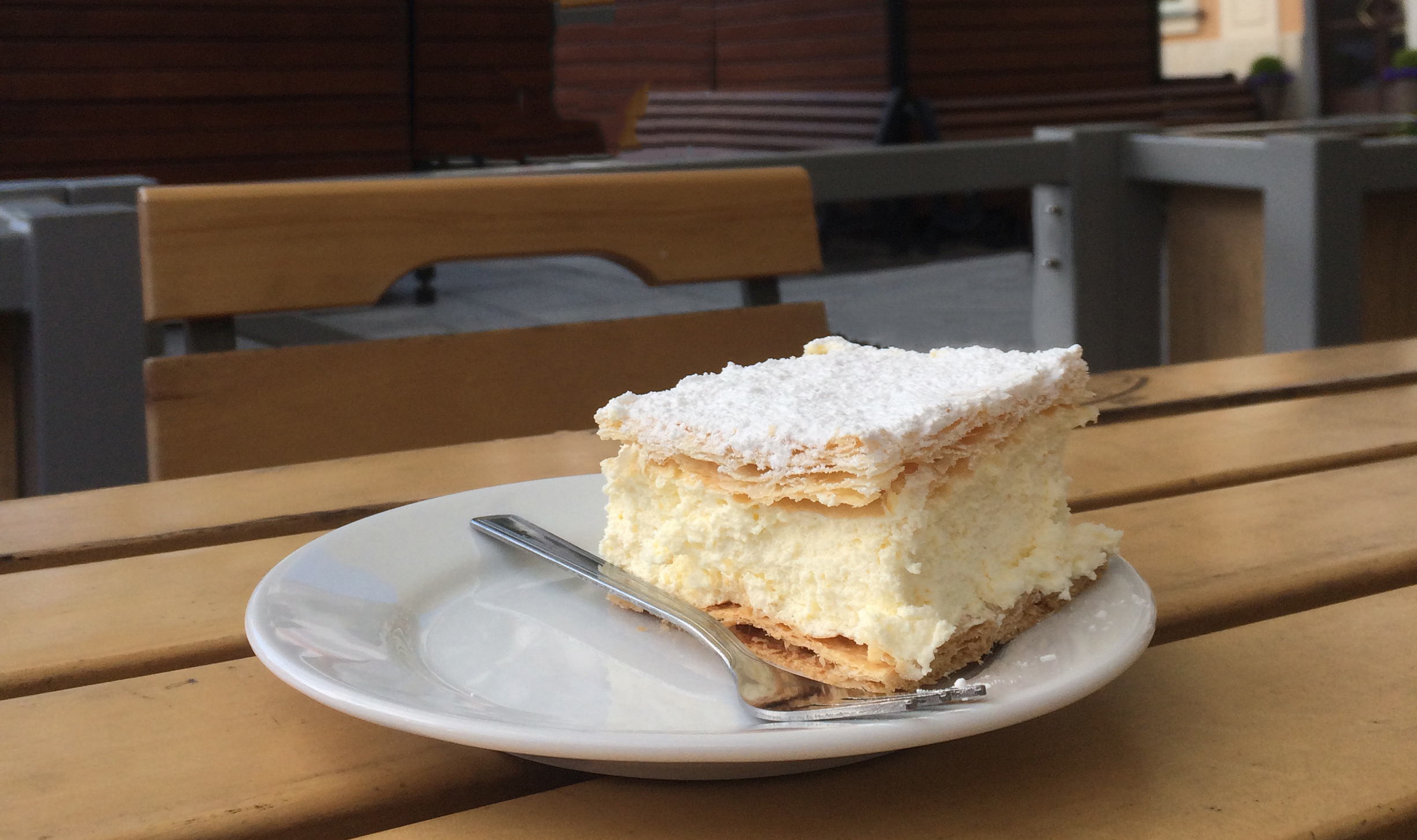
„Kremówka papieska” na Rynku w Wadowicach

16 czerwca 1999 podczas spotkania z mieszkańcami Wadowic papież Jan Paweł II wspomniał kremówki, które w młodości jadał w miejscowej cukierni:
A tam była cukiernia. Po maturze chodziliśmy na kremówki. Że myśmy to wszystko wytrzymali, te kremówki po maturze,
skąd wzięło się określenie papieska kremówka lub wadowicka kremówka. Cukiernia, którą odwiedzał Karol Wojtyła, mieściła się na rogu Rynku i ul. Mickiewicza (pod nr 15) i już nie istnieje. Prowadził ją przybyły w 1936 z Wiednia do Wadowic cukiernik Karol Hagenhuber. Obecnie część kremówek sprzedawanych pod nazwą papieskie zawiera alkohol, co miałoby tłumaczyć niejednoznaczny uśmiech, z jakim Jan Paweł II wspominał te ciastka. Jednak zdaniem syna Hagenhubera, w kremówkach z cukierni ojca na pewno nie było alkoholu. Według przekazów, Karol Wojtyła miał się założyć z kolegami o to, kto zje najwięcej kremówek. Wojtyła miał ich zjeść kilkanaście naraz – w zależności od źródła mowa jest o dwunastu lub osiemnastu.
Kremówki wspominane przez Wojtyłę przełożone były kremem śmietankowym (przygotowanym z całych jaj) połączonym z utartym masłem (porównaj z krem karpatkowy).